# Mighty Doom
A Mighty Doom egy 2023-as roguelike mobiljáték, amelyet az Alpha Dog Games fejlesztett és a Bethesda Softworks adott ki. 2024. május 7-én bejelentették, hogy a Bethesda Softworks bezárta az Alpha Dog Games fejlesztőstúdiót, a Mighty Doom készítőjét, több más stúdióval együtt, a működési költségek csökkentése érdekében. Ennek következtében a Mighty Doom fejlesztése leállt, és a játékot három hónapon belül, 2024. augusztus 7-én véglegesen megszüntették. Az alkalmazáson belüli vásárlásokat letiltották és visszatérítették, az alkalmazás pedig többé nem volt elérhető új játékosok számára.

## Játékmenet
A Mighty Doom egy egyjátékos, felülnézetes lövöldözős játék, amely roguelite mechanikákat tartalmaz, hasonlóan az Archero és a Tomb Raider Reloaded játékokhoz. A történet alapfeltevése szerint démonok elrabolták a főhős házi nyulát, Daisyt. A játék főhősét, akit Slayer vagy Mini Slayer néven emlegetnek, egy képernyőn megjelenő joystickkal lehet irányítani, míg a lövöldözés automatikusan történik. Az alapfegyver mellett a Slayer speciális fegyverekhez is hozzáfér, amelyeket manuálisan lehet aktiválni. A mobiljáték támogatja a gamepad használatát is, így a játékosok Bluetooth-kapcsolaton keresztül kontrollereket is használhatnak. A játékban megtalálható egy energiacsík korlátozott kapacitással, amely a mobiljátékokban gyakori elem. A játékosnak több szinten kell végighaladnia, amelyek mindegyike különböző kihívásokat tartalmaz szörnyek és környezeti veszélyek formájában. Minden szintet csak alapfelszereléssel kezdi, de a roguelite mechanikáknak köszönhetően ideiglenes fejlesztéseket szerezhet a harci teljesítmény fokozására. A Doom franchise ismerős ellenségei – köztük a Doom Slayer és a Baron of Hell – játékfigura-szerű változatban jelennek meg. A játékosok használhatják a Doom reboot duológia glory kill rendszerét is, amely lehetővé teszi a kábult démonok kivégzését, ezáltal életerőpontokat generálva.

## Fejlesztés
A Mighty Doom-ot az Alpha Dog Games fejlesztette Android és iOS platformokra. Míg a Doom sorozat kánoni részeit sötét és komor esztétika jellemzi, az új művészeti irányvonal más megközelítést alkalmaz. Ehelyett a játék egy színes és rajzfilmszerű dizájnra összpontosít. A játék 2021-ben került soft launch-ra Androidon. Az előregisztráció 2023 februárjában vált elérhetővé, és a játékosok különleges ajándékokat kaphattak, például fegyverskineket és egy Mini Slayer csomagot. 2023 márciusában a játék hivatalosan világszerte megjelent Android és iOS platformokon.

## Fogadtatás
| Összegzőoldal | Értékelés |
| ------------- | --------- |
| Metacritic    | 56/100    |

| Szerző | Értékelés |
| ------ | --------- |
| IGN    | 5/10      |
| PCMag  | 3/5       |

A Metacritic értékelő oldala szerint a Mighty Doom "vegyes vagy átlagos" értékeléseket kapott.
Egy vegyes véleményében az IGN negatívan emelte ki a nehézségi hullámokat, amelyeket a recenzens szerint szándékosan úgy terveztek, hogy arra ösztönözzék a játékosokat, hogy in-game vásárlásokat végezzenek. Ugyanakkor a játék rajzfilmszerű vizuális stílusát és a roguelite elemek beépítését pozitív tulajdonságokként dicsérték.

## Fordítás
Ez a szócikk részben vagy egészben  a   Mighty Doom című angol Wikipédia-szócikk ezen változatának fordításán alapul.  Az eredeti cikk szerkesztőit annak laptörténete sorolja fel. Ez a jelzés csupán a megfogalmazás eredetét és a szerzői jogokat jelzi, nem szolgál a cikkben szereplő információk forrásmegjelöléseként.